# Tilloclytus balteatus
Tilloclytus balteatus là một loài bọ cánh cứng trong họ Cerambycidae.